# Stelis caliensis
Stelis caliensis är en orkidéart som beskrevs av Carlyle August Luer. Stelis caliensis ingår i släktet Stelis och familjen orkidéer. Inga underarter finns listade i Catalogue of Life.